# Reinhold Messner
Pour les articles homonymes, voir Messner.
Reinhold Messner, né le 17 septembre 1944 à Bressanone/Brixen dans le Tyrol du Sud, est un alpiniste italien de langue allemande, considéré par beaucoup comme l'un des meilleurs du XXe siècle. Grand défenseur du style alpin et pourfendeur du style expédition, il est notamment connu pour avoir réalisé la première ascension de l'Everest sans apport d'oxygène avec Peter Habeler, en mai 1978, puis en solitaire à nouveau sans oxygène en août 1980. Il est en outre le premier à avoir gravi les quatorze sommets de plus de 8 000 mètres d'altitude, en octobre 1986, et le deuxième à avoir atteint les points culminants des sept continents, en décembre de la même année.
À partir de cette date, il espace ses ascensions et s'adonne pendant vingt ans à la randonnée pédestre de façon intensive (trekking), ce qui l'amène à traverser de grandes zones désertiques aux conditions climatiques parfois extrêmes. Son intérêt pour la nature le conduit également à être élu député européen de 1999 à 2004, sous l'étiquette des Verts.
Il consacre dès lors l'essentiel de son temps à la fondation de musées relatifs à l'alpinisme et à la haute montagne, à l'écriture, avec une soixantaine d'ouvrages à son actif, et à des conférences.
En 2010, il reçoit un Piolet d'Or pour l'ensemble de sa carrière.

## Biographie

### Jeunesse et débuts en amateur
Reinhold Andreas Messner naît le 17 septembre 1944 à Bressanone (Brixen en allemand), dans la province autonome de Bolzano dans le Trentin-Haut-Adige en Italie. Il a sept frères et une sœur. Sa langue maternelle est l'allemand et il apprend à parler couramment l'italien. Il grandit à Funes et passe sa jeunesse à arpenter les Alpes, avec une préférence pour les Dolomites. Son père, Josef, enseignant, se montre strict ; c'est lui qui le mène à son premier sommet, le Sass Rigais, lorsqu'il a cinq ans. En 1964, à l’âge de 20 ans, il avait déjà réalisé cinq cents ascensions dans les Alpes orientales.
Dès les années 1960, il est considéré, avec ses frères Günther et Hubert, comme l'un des meilleurs grimpeurs d'Europe. Inspiré par Hermann Buhl et par Walter Bonatti, il devient l'un des premiers et plus ardents défenseurs du style alpin dans l'Himalaya. Il considère en effet que la pratique habituelle de l'alpinisme, qu'il qualifie de « tactique du siège », avec ses sherpas, ses camps et ses équipements, est irrespectueuse de la nature et de la montagne. En 1966, il réalise l'ascension des Grandes Jorasses par la face nord et, en 1968, il gravit l'Eiger par sa face nord-est avec Günther Messner, Toni Hiebeler et Fritz Maschke. Ces itinéraires sont  réputés pour être les plus difficiles des Alpes, avec le Cervin. En 1969, il atteint le mont Blanc par le pilier du Frêney et effectue au Pérou sa première expédition extra-européenne.
Le 29 juin 1970, son frère Günther décède dans la descente du Nanga Parbat, deux jours après avoir, avec Reinhold, ouvert une nouvelle voie et atteint le sommet dans des conditions météorologiques difficiles. D'après Reinhold, la première nuit une bourrasque emporte le bivouac dans la brèche Merkl, la deuxième nuit se passe sur le versant du Diamir, que Günther aurait préférée à la route empruntée à la montée, malgré son état de grande fatigue. Le troisième jour, sous un glacier, Reinhold traverse une chute de séracs mais, Günther n'arrivant pas, il remonte et constate que son frère a dû disparaître sous une avalanche. Toujours dans l’espoir de retrouver son frère, Reinhold passe une troisième nuit sans protection, durant laquelle il est atteint d'hallucinations. Il poursuit alors sa descente directement, sans retourner au camp de base et est récupéré par des paysans. Reinhold est amputé de six orteils et se voit fortement critiqué pour n'avoir pas rebroussé chemin alors que Günther l'avait rejoint dans l’ascension, en dépit des consignes. Le film Nanga Parbat, réalisé en 2010 par Joseph Vilsmaier, est basé sur son récit des événements. L'année suivante, Reinhold repart chercher le corps de son frère mais celui-ci ne sera retrouvé qu'en 2005. C'est à cette époque, alors qu'il se considérait comme un spécialiste de l'escalade, qu'il devient alpiniste professionnel.

### Vie privée
Reinhold Messner se marie avec Uschi Demeter, journaliste allemande, en 1972, puis le couple divorce en 1977. D'une liaison avec la photographe canadienne Nena Holguin nait sa première fille, Layla, qui devient artiste peintre. En 2009, Reinhold Messner se marie en secondes noces avec Sabine Stehle, avec qui il a 3 enfants (dont Simon, lui-même alpiniste). Le couple divorce en 2019. Il se remarie une troisième fois en mai 2021 avec Diane Schumacher,.

## Carrière professionnelle
Reinhold Messner a accompli de nombreuses « premières » et affiche un palmarès impressionnant, notamment l'ascension du « toit du monde » sans l'aide d'oxygène en 1978 (avec Peter Habeler), l'Everest à nouveau, en solitaire, en 1980, les 14 sommets de plus de 8 000 mètres d'altitude (tous sans oxygène), les Sept sommets, c’est-à-dire les points culminants des sept continents (Amérique du Nord, Amérique du Sud, Afrique, Europe, Asie, Antarctique et Océanie).
Il est l'un des premiers alpinistes ayant insisté sur l'importance d'une préparation stricte (sports d'endurance, alimentation) avant d'aller affronter les hautes altitudes.

### Principales ascensions
- 1969

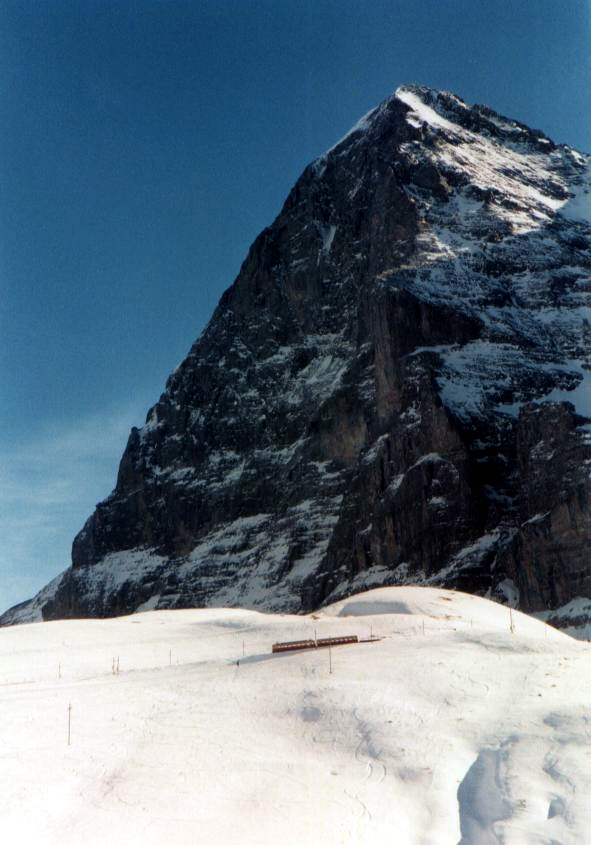
La face nord de l'Eiger.

  - 20 juillet, 1re ascension en solitaire de la face nord des Droites (voie Davaille) en 8 heures ; cette voie, parcourue seulement 3 fois avant lui, n'avait jamais été faite sans bivouac[18]. C'était à l'époque la face nord la plus raide et la plus difficile du massif du Mont-Blanc.
  - 17 et 18 août, variante directe de la voie Vinatzer à la Marmolada en solo[19].
- 1970 : première ascension du Nanga Parbat (8 126 m) par le versant du Rupal, le plus difficile, avec son frère Günther Messner. Lors de la descente, celui-ci meurt et Reinhold perd plusieurs orteils[20].
- 1971 : ascension du Puncak Jaya (4 884 m)[21].
- 1972
  - première ascension du Manaslu (8 156 m) par la face sud[22] ; deux de ses coéquipiers meurent dans l'expédition. Reinhold et Franz Jäger tentent l'ascension finale ; durant la montée, Jäger décide de retourner dans la tente ; durant la descente de Reinhold, une tempête se lève ; quand il arrive à la tente, Andi Schick et Horst Fankhauser (de) sont sur place, montés depuis le camp inférieur et partis à la recherche de Franz, qui n'est pas revenu, après avoir entendu ses appels ; Andi ne revient pas et Horst, après son retour à la tente, aide Reinhold à redescendre[23].
  - 11 août, ascension du Nowshak (7 492 m)[24].
- 1973
  - première ascension du Monte Pelmo (3 168 m) par la face nord-ouest[25].
  - première ascension de la Marmolada (3 342 m) par le pilier ouest[25].
- 1974
  - ouverture d'une nouvelle voie sur la face sud de l'Aconcagua (6 960 m)[26].
  - ascension de la face nord de l'Eiger (Suisse, 3 967 m) en seulement dix heures, avec Peter Habeler[27].
- 1975 : première ascension en style alpin du Gasherbrum I (8 068 m), avec Peter Habeler[28],[29].
- 1976 : ascension du mont McKinley (6 190 m)[21].
- 1978
  - première ascension du Kilimandjaro (5 893 m) par le Breach Wall[30].
  - première ascension avec Peter Habeler du mont Everest (8 849 m) sans oxygène ; cet exploit était auparavant considéré comme physiologiquement impossible pour un être humain à cause de l'altitude ; ascension par la voie normale et en marge d'une expédition autrichienne qui avait équipé la cascade glaciaire[31],[32].
  - ascension du Nanga Parbat en solo ; il devient à cette occasion le premier homme à avoir escaladé un « 8 000 » du pied jusqu'au sommet d'une seule traite. Pour réaliser cet exploit, il emprunte le versant du Diamir, en choisissant, tant pour la montée que pour la descente, une voie nouvelle ; au camp de base, il ne bénéficie de l'assistance que d'un médecin et d'un officier de liaison ; Reinhold prend une photo, seul au sommet[33],[34],[35].
- 1979 : première ascension du K2 en style semi-alpin, utilisant les cordes fixes d'une expédition japonaise mais sans oxygène artificiel ni porteurs d'altitude ; l'équipe de Messner visait initialement une voie nouvelle sur le pilier sud-ouest, la « Magic Line », mais, faute de temps, l'expédition se rabat sur la voie normale ; Reinhold Messner et Michael Dacher atteignent le sommet le 12 juillet[36],[37],[38].
- 1980 : première ascension de l'Everest en solitaire et sans oxygène ; ascension en trois jours depuis le camp de base avancé à 6 500 m gardé par une seule personne (Nena Holguin), sans contact radio, par le col Nord, l'arête Nord et le couloir Norton[39],[40].
- 1981
  - ascension du Shishapangma (8 027 m), par la face nord, avec Friedl Mutschlechner[41].
  - ascension du Chamlang central (7 310 m) par la face nord, avec Douglas Scott[42],[43].
- 1982
  - ascension du Kangchenjunga (8 598 m), avec Friedl Mutschlechner et le sherpa Ang Dorje, par une voie partiellement nouvelle, sur la face et l'arête nord[44],[45].
  - ascension du Gasherbrum II (8 035 m), en style alpin, avec les grimpeurs pakistanais Nazir Sabir et Sher Khan[46],[45].
  - ascension du Broad Peak (8 047 m), avec les grimpeurs pakistanais Nazir Sabir et Sher Khan[46],[45] ; il est ainsi le premier homme à  gravir trois sommets de plus de 8 000 m lors d'une même saison.
- 1983 : ascension du Cho Oyu (8 201 m), par une voie nouvelle sur la face sud-ouest, avec Michael Dacher et Hans Kammerlander[47], après avoir échoué une première fois l'année précédente, mais en hiver, sur cette même face[48].
- 1984 : ascension du Gasherbrum II par la voie normale, puis directement (sans retour au camp de base) du Gasherbrum I, par une voie partiellement nouvelle sur la face nord, en style alpin, avec Hans Kammerlander ; un tel enchaînement direct de deux « 8 000 » n'avait jamais été réalisé jusqu'alors[49],[50].
- 1985
  - première ascension de l'Annapurna (8 091 m) par la face nord-ouest, avec Hans Kammerlander[51],[29].
  - ascension du Dhaulagiri (8 167 m), par la voie normale, avec Hans Kammerlander[51],[29].
- 1986
  - ascension du Makalu (8 481 m), par la voie normale, avec Hans Kammerlander[52],[29].
  - ascension du Lhotse (8 501 m), avec Hans Kammerlander ; Reinhold Messner devient le premier homme à avoir gravi les sommets de plus de 8 000 mètres d'altitude[52],[29].
  - ascension du mont Vinson (4 897 m), point culminant de l'Antarctique ; Messner devient ainsi le deuxième homme à avoir gravi les points culminants des sept continents (Amérique du Nord, du Sud, Afrique, Europe, Asie, Antarctique et Océanie), quelques mois seulement après le Canadien Patrick Morrow, mais le premier à l'avoir réalisé sans apport d'oxygène[53],[21].
- 1992 : ascension du Chimborazo (6 310 m)[54].

### Les 148 000
Dans les années 1980, une intense compétition s'installe entre Reinhold Messner et Jerzy Kukuczka pour être le premier à achever l'ascension des 14 « 8 000 »,, tous situés dans les chaînes de l'Himalaya et du Karakoram. Reinhold Messner est le premier homme à gravir l'ensemble des 14 sommets.
| Année | Montagne                                                             | Remarque                                                                                   |
| ----- | -------------------------------------------------------------------- | ------------------------------------------------------------------------------------------ |
| 1970  | Nanga Parbat (8 125 m)                                               | Mort de son frère Günther dans l'expédition                                                |
| 1972  | Manaslu (8 163 m)                                                    | Mort de Franz Jäger et Andreas Schlick (de)                                                |
| 1975  | Gasherbrum I (8 080 m)                                               | Avec Peter Habeler                                                                         |
| 1978  | Everest (8 849 m)                                                    | Avec Peter Habeler, pour la première fois sans oxygène                                     |
| 1979  | K2 (8 611 m)                                                         | Avec Michael Dacher (de)                                                                   |
| 1981  | Shishapangma (8 027 m)                                               | Avec Gottfried Mutschlechner (de)                                                          |
| 1982  | Kangchenjunga (8 586 m) Gasherbrum II (8 034 m) Broad Peak (8 051 m) | Avec Friedl Mutschlechner Avec Nazir Sabir (en) et Sher Khan Avec Nazir Sabir et Sher Kahn |
| 1983  | Cho Oyu (8 188 m)                                                    | Avec Michael Dacher et Hans Kammerlander                                                   |
| 1985  | Annapurna (8 091 m) Dhaulagiri (8 167 m)                             | Avec Hans Kammerlander                                                                     |
| 1986  | Makalu (8 485 m) Lhotse (8 516 m)                                    | Avec Gottfried Mutschlechner et Hans Kammerlander                                          |

Ce palmarès est remis en question par le chroniqueur Eberhard Jurgalski qui prétend que Reinhold Messner n'aurait pas atteint le vrai sommet de l'Annapurna mais se serait arrêté sur la crête sommitale 65 mètres avant et 5 mètres plus bas que celui-ci,.

### Les sept sommets
Au milieu des années 1980, un alpiniste amateur, l'homme d'affaires américain Richard Bass, établit une liste des montagnes les plus élevées de chacun des sept continents : les sept sommets. Cette liste comprend l'Everest en Asie, l'Aconcagua en Amérique du Sud, le mont McKinley (ou Denali) en Amérique du Nord, le Kilimandjaro en Afrique, l'Elbrouz en Europe, le massif Vinson en Antarctique et le mont Kosciuszko en Australie. Bass ayant lancé le défi de les atteindre tous, il remporte celui-ci le 30 avril 1985 en gravissant l'Everest au cours d'une expédition.
Messner propose alors une seconde liste : il remplace le mont Kosciuszko, à 2 228 m d'altitude et assez facilement accessible, par le Puncak Jaya, situé en Nouvelle-Guinée, culminant à 4 884 m et difficile d'accès. Son défi est remporté le 7 mai 1986 par le Canadien Patrick Morrow, suivi par Messner lui-même, en décembre de la même année.
| Année | Montagne                | Remarque                               |
| ----- | ----------------------- | -------------------------------------- |
| 1971  | Puncak Jaya (4 884 m)   |                                        |
| 1974  | Aconcagua (6 960 m)     |                                        |
| 1976  | Mont McKinley (6 190 m) | Avec Oswald Oelz (de)                  |
| 1978  | Kilimandjaro (5 893 m)  | Avec Konrad Renzler                    |
| 1978  | Everest (8 849 m)       | Avec Peter Habeler, sans oxygène       |
| 1983  | Elbrouz (5 642 m)       |                                        |
| 1986  | Massif Vinson (4 897 m) | Avec Oswald Oelz et Wolfgang Thomaseth |

## Expéditions pédestres

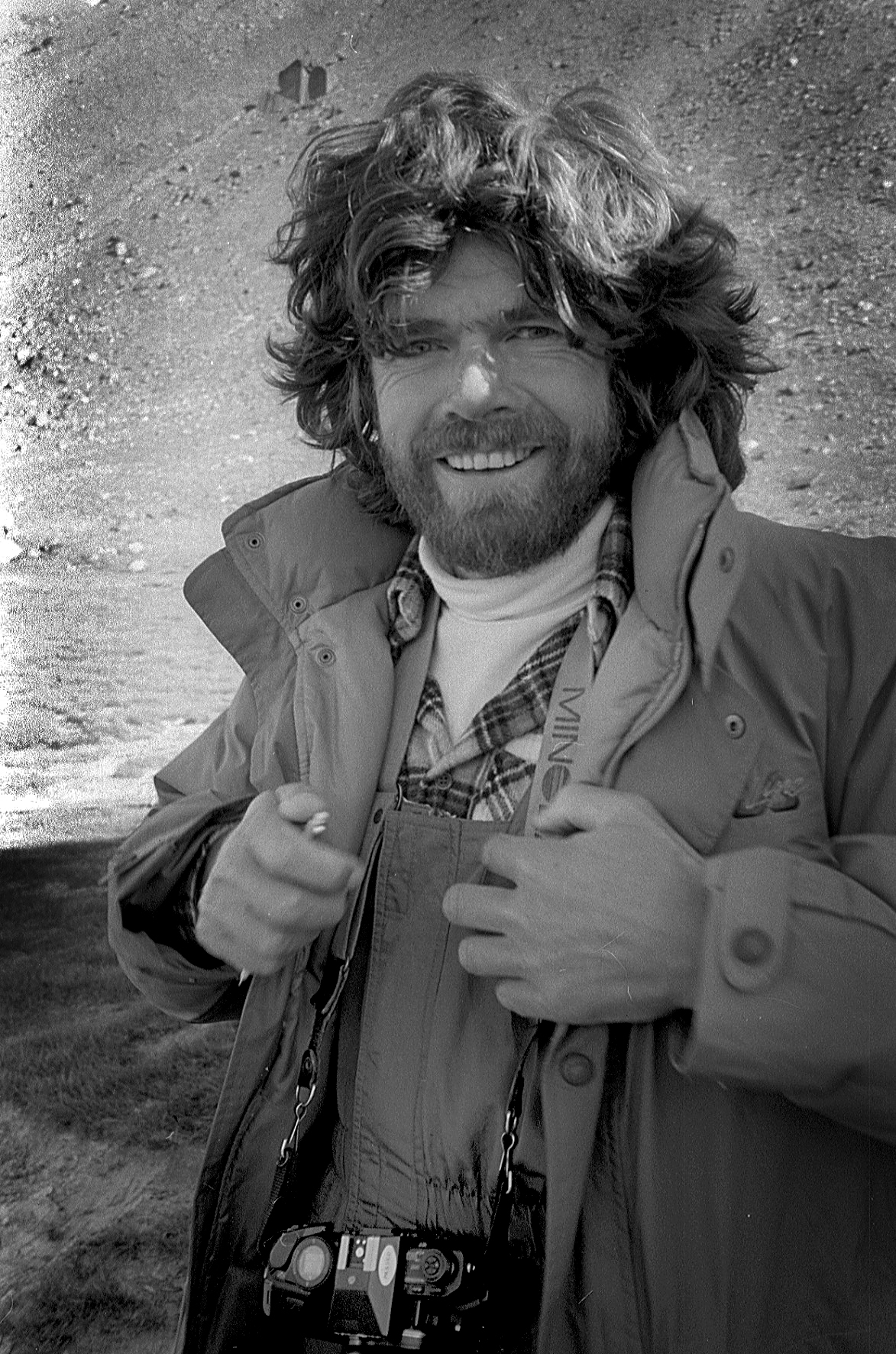
Reinhold Messner (Pamir, 1985)

Quadragénaire au milieu des années 1980 et détenteur de nombreux records en montagne, Messner limite le nombre de ses ascensions et entreprend pendant vingt ans une série d'expéditions pédestres.
En 1986, ayant traversé le Tibet oriental du Kham à Lhassa, il prétend avoir vu une créature anthropomorphe qu'il associe au yéti. En 1987, il traverse à pied les grandes étendues du Bhoutan et du Pamir. En 1988, malgré les moqueries, il entreprend une expédition au Tibet sur les traces du yéti, qu'il affirme avoir aperçu deux ans plus tôt. Au terme de l'expédition, il conclut que la légende de « l'abominable homme des neiges » provient d'un véritable animal qui terrifierait les populations locales depuis des générations et qui, selon lui, serait apparenté à l'Ours bleu du Tibet. Cette théorie n'est pas du goût de la communauté cryptozoologique, qui associe plutôt cette créature à un singe. En 2000, il publie le récit de son enquête dans le livre Yéti, du mythe à la réalité.
En 1989-1990, il réalise la traversée de l'Antarctique (départ de Patriot Hills, arrivée à Mac Murdo en passant par le pôle) avec Arved Fuchs en 92 jours (2 400 km), tous deux tirant eux-mêmes des traîneaux.
En 1991, il traverse le Bhoutan d'est en ouest. En 1992 il traverse le désert du Taklamakan dans la région du Xinjiang, dans le Nord-Ouest de la Chine.
En 1993, il traverse le Groenland d'est en ouest (2 200 km) avec son frère Hubert. En 1995 il traverse la côte arctique, de la Sibérie au Canada.
En 1997, il réalise une expédition dans le Kham (Tibet). En 1998 il effectue des expéditions dans l'Altaï (Mongolie) et dans la puna (Argentine).
En 2000, il traverse la Géorgie du Sud.
En 2003, il réalise un trekking dans la région du mont Everest. En 2004, il effectue la traversée du désert de Gobi (2 000 km). En 2005, il réalise de nouvelles excursions en Mongolie et au Pakistan.

## Autres activités
De 1999 à 2004, Reinhold Messner a été élu au Parlement européen sur la liste Verts/alliance libre européenne, groupe présidé par Daniel Cohn-Bendit. Il relate cette expérience dans son livre, Le Sur-Vivant.
Depuis 2003, il se consacre au projet de réalisation d'un ensemble de musées relatifs à la montagne, les Messner Mountain Museums (MMM). Plusieurs sont aujourd'hui ouverts, notamment à Bolzane et Sulden.
En mai 2018, il reçoit le prix Princesse des Asturies conjointement avec Krzysztof Wielicki.

## Publications
- Les grandes parois, Fernand Nathan, 1979  (ISBN 2-09-297401-7)
- Nanga Parbat en solitaire, Arthaud, 1979  (ISBN 2-7003-0294-X)
- Everest sans oxygène, Arthaud, 1979  (ISBN 2-7003-0258-3)
- Les Horizons Vaincus la Face Nord de l'Everest en solo, Arthaud, 1983  (ISBN 2-7003-0424-1)
- Faites de l'alpinisme avec Reinhold Messner, Arthaud, 1984  (ISBN 2-7003-0481-0)
- Les horizons vaincus. La face nord de l'Everest en solo, Arthaud, 1992  (ISBN 978-2-7003-0424-4)
- Reinhold Messner, 1er vainqueur des 14 huit mille, Éditions Denoël, 1993  (ISBN 2-207-23392-8)
- Défi : deux hommes, un 8000, Arthaud, 1993  (ISBN 2-7003-0202-8)
- Maître des cimes, Arthaud, 1994  (ISBN 2-7003-1042-X)
- Antarctique : ciel et enfer, Arthaud, 1998  (ISBN 2-7003-0942-1)
- Paul Preuss, Éditions Guérin, 2000  (ISBN 2-911755-27-8)
- Yéti, du mythe à la réalité, Glénat, 2000  (ISBN 2-7234-3294-7)
- Défi. Deux hommes, un 8 000, J'ai lu, 2001   (ISBN 978-2-2772-1839-5)
- Hommes des montagnes du monde, Glénat, 2002  (ISBN 2-7234-3985-2)
- Ma vie sur le fil : Reinhold Messner, entretiens autobiographiques, Glénat, 2005  (ISBN 2-7234-5188-7)
- Hermann Buhl ou l'invention de l'alpinisme moderne, avec Horst Höffler, Glénat, 2005  (ISBN 978-2-7234-5187-1)
- La Montagne nue, Éditions Guérin, 2003  (ISBN 2-911755-69-3), réédition en 2006  (ISBN 2-911755-94-4)
- Le 7e degré, Arthaud, 1975, réédition 2008  (ISBN 2-7003-0672-4)
- Cerro Torre : La montagne impossible, Arthaud, 2009  (ISBN 978-2-7003-0323-0)
- Nanga Parbat, Arthaud, 2010  (ISBN 978-2-0812-4127-5)
- Pôle, Flammarion, 2012  (ISBN 978-2-08-127724-3)
- Ma voie. Bilan d'un explorateur de limites, Flammarion, 2013  (ISBN 978-2-08-129712-8)
- Walter Bonatti, mon frère de cœur, Guérin, 2014  (ISBN 978-2-35-221121-1)
- Le Sur-vivant, Glénat, 2015  (ISBN 978-2344006870)

### Filmographie
- Gasherbrum, der leuchtende Berg (traduction : Gasherbrum, la montagne lumineuse), documentaire de Werner Herzog, Allemagne, 1984. Le film relate l'ascension du Gasherbrum II et du Gasherbrum I par Messner et Kammerlander.
- Nanga Parbat, fiction de Joseph Vilsmaier, Allemagne, 2010. Le film relate l'ascension du Nanga Parbat par Reinhold Messner et son frère Günther, en 1970, et la descente au cours de laquelle celui-ci meurt accidentellement. Les rôles de Reinhold jeune et Reinhold adulte sont interprétés par Markus Krojer (de) et Florian Stetter (de).
- Messner, profession alpiniste, documentaire d'Andreas Nickel, Allemagne, 2012 (110 minutes). Le film relate son enfance et ses nombreuses ascensions, avec des images d'archives[65].
- En 1975, Messner a été conseiller technique du film La Sanction[66].
- Cerro Torre : Enquête sur une ascension en Patagonie, Albolina & Riva Films productions, 2020, 1 h 21. Diffusé le 16 mai 2020 sur Arte.